# Nom de famille
Un nom de famille est le nom d'une personne qui est transmis à un enfant par l'un de ses parents — ou les deux — ou attribué par l'administration ou la collectivité, selon les us et coutumes en vigueur. Le nom de famille est en usage dans de nombreuses cultures, chacune ayant ses propres règles quant à son utilisation ; ce n'est donc pas toujours le patronyme (nom du père) qui est alors donné.
Les noms de famille sont parfois inscrits en lettres capitales pour les distinguer des prénoms.

## Nom de famille par pays

### Belgique
En Belgique, un enfant peut porter le nom du père, ou celui la mère, ou les deux (loi rétroactive du 1er juin 2014[réf. nécessaire]). En cas de désaccord entre ses parents, l'enfant porte le nom du la mère et celui du coparent, dans l'ordre alphabétique ; l'administration[Qui ?] impose la limite d'« un nom par parent ».
Les prochains enfants du couple porteront obligatoirement ce même nom composé
.
Le changement de nom de famille est taxable.
Chacun des enfants d'une personne qui a changé de nom a le choix de porter l'ancien nom ou le nouveau.
Le nom de famille peut légalement être changé sous certaines conditions[pas clair]. Ce changement est soumis à une taxe[pas clair]:
- Le port d'un « nom ridicule » est un motif valable[Quoi ?] pour en changer. Par exemple, quelqu'un qui porte le nom "Cocu" peut vouloir le changer en "Cocuyt", et une personne nommé "Moncul" peut souhaiter s'appeler "Cumont".
- L'ajout d'un nom d'une terre[pas clair] peut être admis[réf. nécessaire]: par exemple, changer le nom de Poupée de Kettenis en Poupée de Kettenis de Hollaken.

### Canada

#### Québec
Au Québec, les enfants peuvent porter le nom de famille d'un ou des deux parents, avec ou sans trait d'union, selon le choix de ces derniers.Toutefois, le directeur de l'état civil peut s'opposer à certains choix si ces derniers de prénoms et noms de famille peuvent prêter au ridicule et ainsi nuire à l'enfant au cours de son existence. 
Depuis 1981, les personnes mariées ne peuvent plus adopter le nom de leur époux sans jugement d'un tribunal à cet effet, nécessitant alors des motifs sérieux.
D'après l'arrêt Desmarais c. Directeur de l'état civil, l'État a un intérêt en matière de stabilité des noms de famille et l'article 58 du Code civil du Québec exige un motif valable pour obtenir un changement de nom de famille. Les tribunaux vont donc refuser les demandes de changement de nom de famille pour des motifs purement économiques, comme, à titre d'exemple, le désir d'être compris par des anglophones lors de voyages d'affaires internationaux. En l'espèce, M. René Henry Daniel Desmarais voulait se faire appeler Daniel Marr pour ne pas nuire à ses activités professionnelles dans le monde des affaires international mais le tribunal a rejeté sa demande de changement de nom.

### France
En France, depuis la loi no 2003-516 du 18 juin 2003 relative à la dévolution du nom de famille, la transmission du nom de famille ne fait plus aucune distinction entre le nom de la mère et celui du père. L'enfant peut recevoir aussi bien le nom de l'un que le nom de l'autre, voire les deux noms accolés dans l'ordre choisi par les parents ou dans l'ordre alphabétique par décision du juge lorsque les parents ne se mettent pas d'accord sur l'ordre. Une circulaire du 6 décembre 2004 imposait en ce cas un double trait d'union, mais ce choix typographique, censé distinguer un tel nom composé de noms composés avec un seul trait d'union a été contesté, et finalement invalidé par le Conseil d'État. Une nouvelle circulaire d'octobre 2011 a remplacé ce double trait d'union par une espace ; à présent, pour distinguer les deux parties d'un double nom de famille, les mentions « 1re partie » et « 2de partie » sont ajoutées dans les actes de l'état civil.
À la naissance de leur enfant, les parents choisissent quel nom lui transmettre : celui du père, celui de la mère, ou leurs deux noms accolés dans l'ordre choisi par les parents. En cas de désaccord entre les parents, l'enfant porte les noms des deux parents accolés par ordre alphabétique. Si aucune déclaration particulière n'est faite à l'officier d'état civil, l'enfant se voit alors attribuer le nom du parent à l'égard duquel la filiation a été établie en premier lieu ou celui du père lorsque la filiation est simultanée. Le choix du nom de leur premier enfant par les parents s'applique par la suite à tous les autres enfants de la fratrie.

### Islande
La plupart des Islandais n'ont pas de nom de famille, mais seulement un prénom et un patronyme : ainsi, un père nommé Ragnar Baldursson aura des enfants nommés par exemple Baldur Ragnarsson, Freya Ragnarsdottir, Guðmundur Ragnarsson etc. et les enfants de ce dernier s'appelleront par exemple Katrín Guðmundsdottir, Ólafur Guðmundsson, etc. avec un suffixe (fils de ou fille de) différent selon le sexe et sans qu'il y ait de répétition nécessaire tout le long d'une ligne de filiation.

### Suisse
Depuis une loi votée en 2013, l'enfant suisse peut prendre aussi bien le nom du père que de la mère ou une combinaison des deux. 
Par la suite, le parlement a fait marche arrière en ce qui a trait aux combinaisons et n'autorise désormais que les noms uniques. Le père et la mère peuvent garder chacun leur nom mais ils ne peuvent avoir de combinaison. Idem pour les enfants, qui peuvent avoir autant le nom de la mère que celui du père, mais non les deux.
Les parents ont le droit de changer le nom de l'enfant pour celui de l'autre parent, bien que dans un délai d'au plus un an après sa naissance.

## Nom de famille par langue

### Langues européennes
- Nom romain
- Nom de famille en France
- Nom de famille allemand
- Système traditionnel des noms espagnols
- Nom islandais
- Dénomination d'une personne en russe

### Langues asiatiques
- Noms de personnes en arabe
- Dénomination d'une personne en birman
- Noms chinois
- Nom de famille chinois
- Dénomination d'une personne en coréen
- Nom japonais
- Nom de famille vietnamien